# Museumsufer

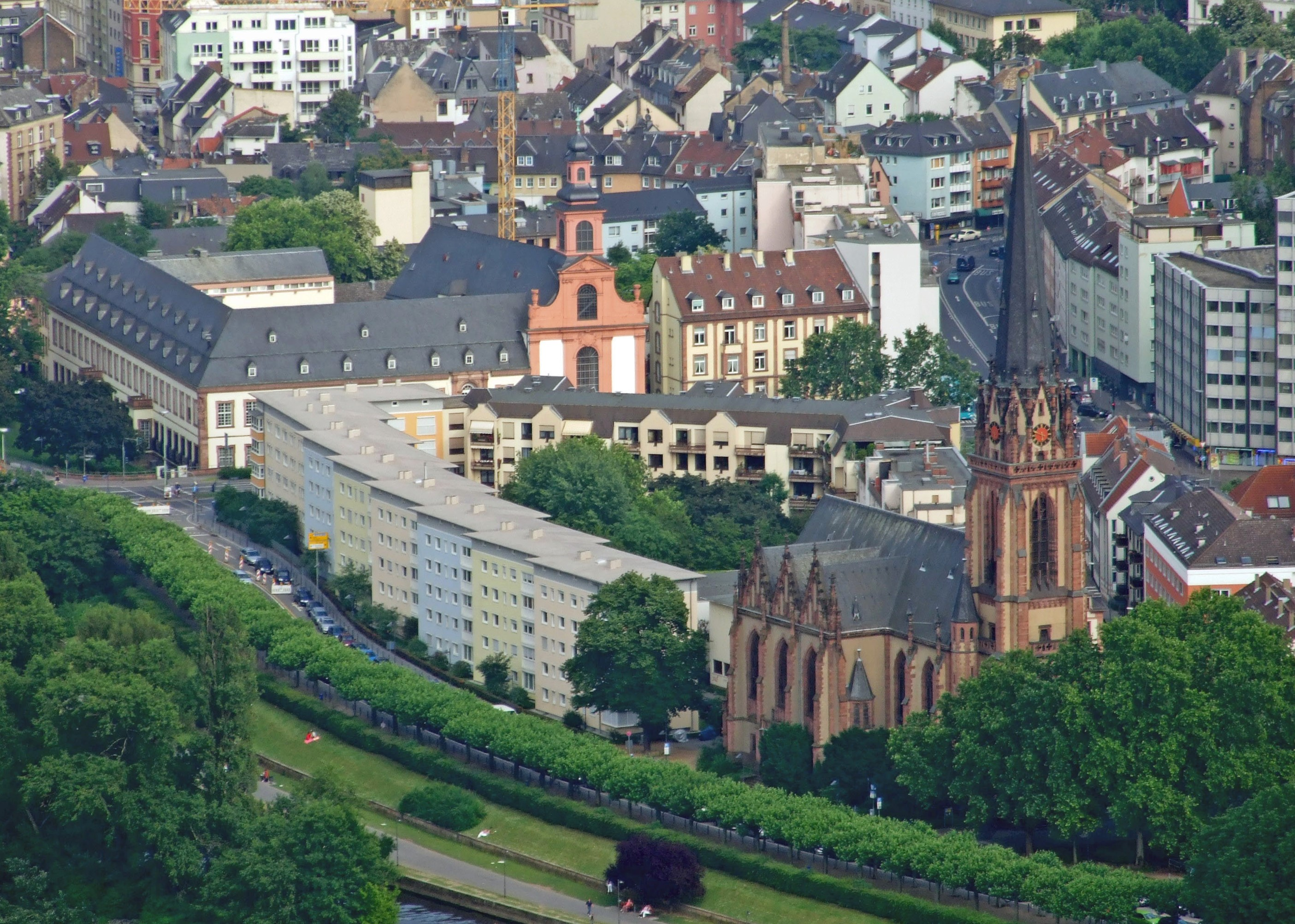
El inicio de la Museumsufer en la Brückenstrasse

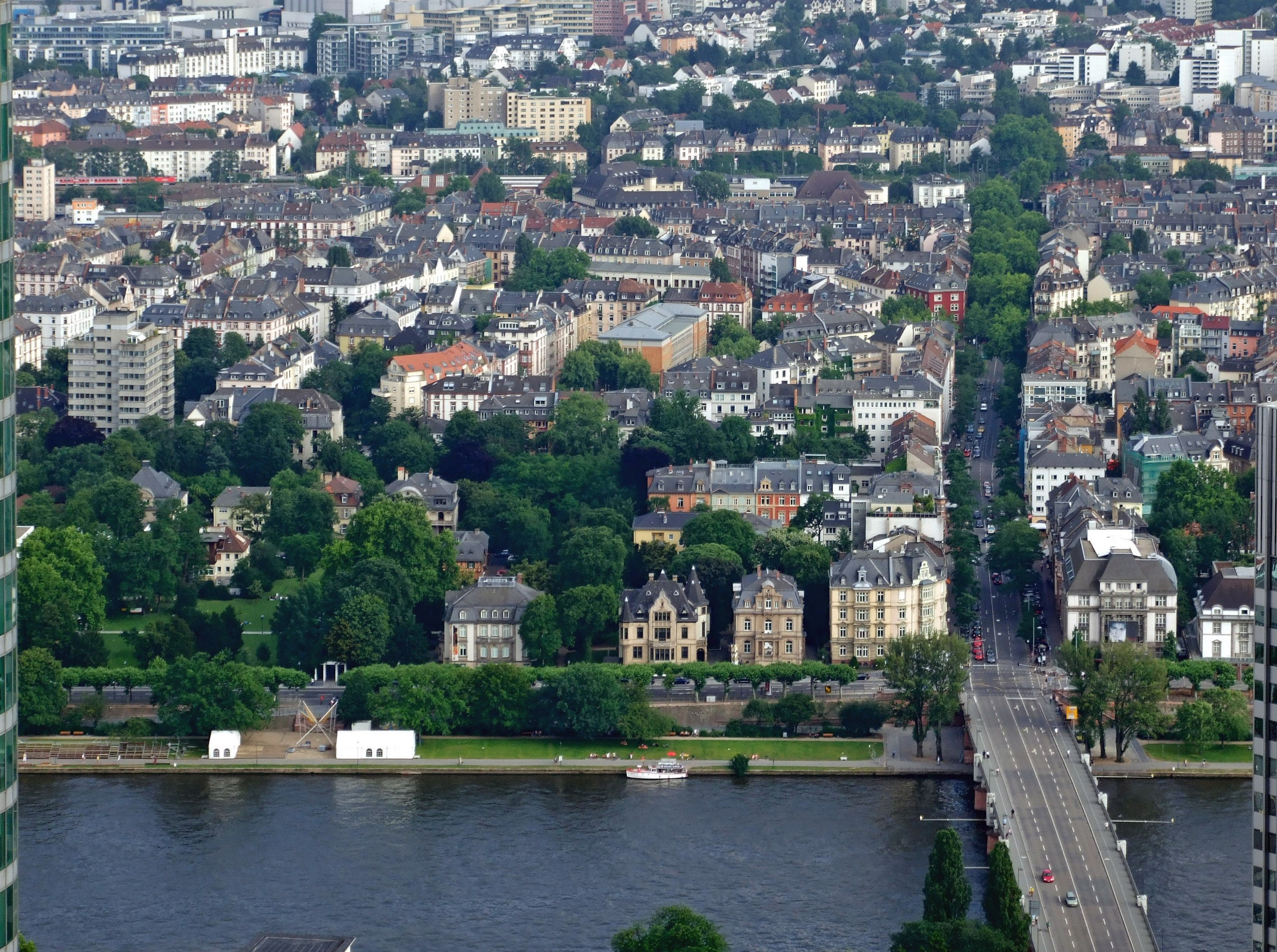
El sector central, a ambos lados de la Schweizer Strasse

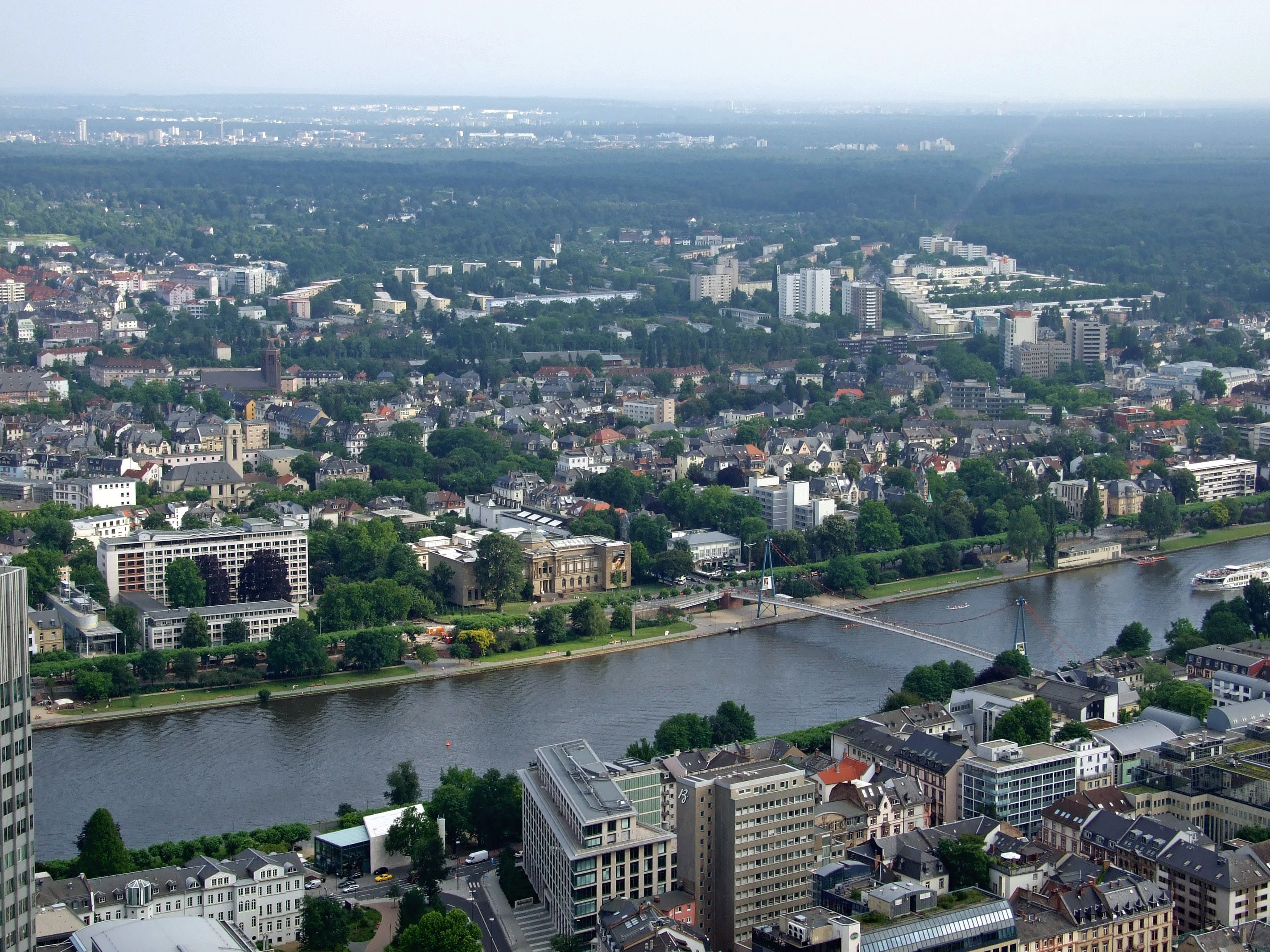
El final en el Museo Giersch

La Orilla de los Museos (en alemán: Museumsufer) en Fráncfort del Meno constituye una de las zonas museísticas más significativas de Alemania y Europa. En las dos riberas del Meno se pueden encontrar 15 museos de primer nivel.

## Historia
En 1973, el arquitecto Till Behrens ideó la Grüngürtel-Mainufer-Konzeption (concepción de cinturón verde en la orilla del Meno). Entre 1980 y 1990 se ampliaron algunos museos existentes y se construyeron otros; en el concepto se incorporaron antiguas villas patricias recicladas. Varios arquitectos famosos intervinieron en esta instancia, como Richard Meier, Oswald Mathias Ungers, Josef Paul Kleihues, Günter Behnisch y Hans Hollein. Pronto se incorporaron otros museos de la zona a este concepto, y el resultado fue exitoso.
Desde octubre de 2007, 30 museos de la ciudad de Fráncfort se consorciaron en MUSEUMSUFERFRANKFURT, a imitación del Museumsquartier de Viena o de la Isla de los Museos de Berlín. El logotipo simboliza los siete puentes que unen las orillas del Meno. Con el MUSEUMSUFERTICKET y la MUSEUMSUFERCARD es posible visitar 34 museos a precios bonificados.

## Museos
Nueve museos se levantan en la ribera sur del Meno, en el distrito de Frankfurt-Sachsenhausen, entre el Eiserner Steg y el Friedensbrücke, sobre la avenida Schaumainkai:
- Frankfurter Ikonenmuseum (íconos)
- Museum für Angewandte Kunst, con la Villa Metzler, diseñado por Richard Meier (artes decorativas)
- Museum der Weltkulturen (etnología)
- Deutsches Filmmuseum (cine)
- Deutsches Architekturmuseum, diseñado por Oswald Mathias Ungers (arquitectura)
- Museum für Kommunikation, diseñado por Günter Behnisch (comunicaciones)
- Städelsches Kunstinstitut und Städtische Galerie (pintura y escultura)
- Liebieghaus (escultura)
- Museum Giersch (arte regional)

En la ribera norte del Meno, ya en el sector central de Fráncfort, se levantan:
- Jüdisches Museum Frankfurt (historia de los judíos en Fráncfort)
- Historisches Museum Frankfurt (historia)
- Museo del Romanticismo Alemán (movimiento artístico)
- Casa de Goethe (casa museo y monumento conmemorativo para el escritor)

Algo más alejados de la orilla, en la ciudad antigua, se levantan:
- Schirn Kunsthalle Frankfurt (exposiciones temporarias de arte contemporáneo)
- Museum für Moderne Kunst, diseñado por Hans Hollein (colección de arte moderno)
- Frankfurter Judengasse (antiguo gueto judío)
- Archäologisches Museum Frankfurt en el Karmeliterkloster, reciclado por Josef Paul Kleihues (arqueología)

Sobre la Maininsel, en 2006 se inauguró la sala de exposiciones Neuer Portikus.